# Pigmalion z Tyru
Pigmalion (stgr. Πυγμαλίων) – postać z mitologii greckiej a zarazem historyczny władca fenickiego miasta Tyr na przełomie IX i VIII wieku p.n.e.
Popełnił zbrodnię zabijając dla zysku męża swojej siostry Elissy. Z tego powodu Elissa (Dydona) musiała zbiec do Afryki, gdzie założyła miasto Kartagina.

Pigmalion żył 56 lat a panował przez 47. W siódmym roku jego panowania jego siostra uciekła od niego i założyła miasto Kartagina w Libii.